# Bernard Panafieu
Bernard Louis Auguste Paul Panafieu (Châtellerault, 26 gennaio 1931 – Carpentras, 12 novembre 2017) è stato un cardinale e arcivescovo cattolico francese.

## Biografia
Bernard Panafieu nacque a Châtellerault, nell'arcidiocesi di Poitiers, il 26 gennaio 1931 ed era figlio di André, direttore di banca, e di Madeleine Doussière.

### Formazione e ministero sacerdotale
Studiò nei seminari maggiori di Albi e di Issy-les-Moulineaux.
Il 22 aprile 1956 fu ordinato presbitero per l'arcidiocesi di Albi. Iniziò quindi il servizio pastorale come vicario parrocchiale di Saint-Sauveur di Mazamet per poi addentrarsi subito nella pastorale della cultura come cappellano del liceo "La Pérouse" di Albi, come responsabile della parrocchia universitaria e della cappellania della pubblica istruzione, oltre che come padre spirituale degli studenti a Tolosa dal 1967 al 1970. Fu quindi parroco decano di Brassac tra il 1971 e il 1974 e segretario generale del consiglio presbiterale di Albi dal 1973 al 1974.

### Ministero episcopale
Il 18 aprile 1974 papa Paolo VI lo nominò vescovo ausiliare di Annecy e titolare di Tibili. Ricevette l'ordinazione episcopale il 9 giugno successivo dall'arcivescovo metropolita di Albi Claude Marie Joseph Dupuy, coconsacranti il vescovo di Annecy Jean-Baptiste-Étienne Sauvage e quello di Tarbes e Lourdes Henri Clément Victor Donze. Come motto episcopale scelse la frase "Parare viam Domini" che scandì tutto il suo servizio nella Chiesa.
Il 30 novembre 1978 venne promosso alla sede arcivescovile di Aix-en-Provence.
Il 24 agosto 1994 papa Giovanni Paolo II lo nominò arcivescovo coadiutore di Marsiglia. Il 22 aprile 1995 succedette al cardinale Robert-Joseph Coffy, del quale pochi mesi dopo, il 18 luglio, presiedette le esequie. Nell'omelia, dopo averne ricordato il profilo umano e spirituale, parlò della fede cristiana per tracciare il programma del suo servizio episcopale: "È la follia della fede - aveva detto tra l'altro - che ci fa credere nella risurrezione di Gesù, Figlio di un Dio Padre di tutti. È la follia della fede che ci fa credere nella nostra stessa risurrezione". Rilanciando il valore delle antiche radici cristiane della regione marsigliese, "celebrate dal popolo di Dio attraverso il culto dei santi", indicò l'urgenza di una nuova evangelizzazione che arrivasse davvero al cuore delle persone. L'8 dicembre 2002 divenne arcivescovo metropolita quando Marsiglia fu elevata a sede metropolitana.
Il 21 ottobre 2003 papa Giovanni Paolo II lo creò cardinale e gli assegnò il titolo di San Gregorio Barbarigo alle Tre Fontane del quale prese possesso il 14 dicembre successivo. Partecipò al conclave del 2005 che elesse papa Benedetto XVI.
Fu membro del consiglio permanente della Conferenza episcopale di Francia dal 1980 al 1986 e del comitato della Missione di Francia. Presiedette la commissione episcopale per il mondo scolastico e universitario dal 1986 al 1992, a conferma della sua particolare attenzione a questo specifico ambito pastorale.
Fu anche particolarmente attivo nel campo ecumenico e in quello del dialogo tra le religioni. In modo particolare, affrontò la questione della presenza musulmana in Francia, nella sua veste di presidente della commissione episcopale per i rapporti interreligiosi e le nuove correnti religiose. Insieme al comitato ecumenico interconfessionale francese, cercò sempre di creare un clima di unità e di dialogo, invitando a una maggiore conoscenza e solidarietà reciproca. Ebbe sempre particolarmente a cuore la questione degli immigrati, i quali, secondo lui, devono divenire "oggetto di un'attenzione privilegiata da parte degli organismi caritativi attivati dalla Chiesa cattolica per assicurare loro l'accoglienza: essi sono i veri poveri delle nostre società occidentali, venuti dapprima dall'Africa del nord e subsahariana e successivamente dall'Europa orientale e dal Medio oriente". Per mettere in evidenza il cambiamento di prospettiva avvenuto in Francia, fece notare che "non molto tempo fa abbiamo incontrato i musulmani, oggi troviamo l'islam". La sua particolare attenzione al tema del dialogo emerse anche nella sua attività di presidente della segreteria per i rapporti religiosi con l'islam e di membro della commissione episcopale per la missione universale della Chiesa. Fece parte, inoltre, della commissione episcopale per i ministeri ordinati. Fu membro del Pontificio consiglio della giustizia e della pace e del Pontificio consiglio per il dialogo interreligioso dal 24 novembre 2003.
Nell'aprile del 1996 fu annoverato tra i membri dell'Académie des sciences, lettres et arts di Marsiglia.
Il 12 maggio 2006 papa Benedetto XVI accettò la sua rinuncia al governo pastorale dell'arcidiocesi per raggiunti limiti di età. Gli succedette monsignor Georges Paul Pontier. Prese residenza all'Institut Notre-Dame-de-Vie di Venasquenella, nella Vaucluse.
Il 26 gennaio 2011, giorno del suo ottantesimo compleanno, divenne cardinale non elettore e perse la possibilità di partecipare al futuro conclave del 2013.
Morì all'ospedale di Carpentras nelle prime ore del 12 novembre 2017 per una polmonite. Le esequie si tennero il 17 novembre nella cattedrale di Santa Maria Maggiore a Marsiglia e furono presiedute dall'arcivescovo Georges Paul Pontier. Al termine del rito fu sepolto nella cripta dello stesso edificio.

## Genealogia episcopale e successione apostolica
La genealogia episcopale è:
- Cardinale Scipione Rebiba
- Cardinale Giulio Antonio Santori
- Cardinale Girolamo Bernerio, O.P.
- Arcivescovo Galeazzo Sanvitale
- Cardinale Ludovico Ludovisi
- Cardinale Luigi Caetani
- Cardinale Ulderico Carpegna
- Cardinale Paluzzo Paluzzi Altieri degli Albertoni
- Papa Benedetto XIII
- Papa Benedetto XIV
- Papa Clemente XIII
- Cardinale Marcantonio Colonna
- Cardinale Giacinto Sigismondo Gerdil, B.
- Cardinale Giulio Maria della Somaglia
- Cardinale Carlo Odescalchi, S.I.
- Vescovo Santo Eugène-Charles-Joseph de Mazenod, O.M.I.
- Cardinale Joseph Hippolyte Guibert, O.M.I.
- Cardinale François-Marie-Benjamin Richard de la Vergne
- Vescovo Marie-Prosper-Adolphe de Bonfils
- Cardinale Louis-Ernest Dubois
- Cardinale Pierre-Marie Gerlier
- Arcivescovo Claude Marie Joseph Dupuy
- Cardinale Bernard Louis Auguste Paul Panafieu

La successione apostolica è:
- Vescovo Louis Albert Joseph Roger Sankalé (1998)
- Vescovo Benoît Marie Pascal Rivière (2001)
- Vescovo Bruno Grua (2006)